# Mitracarpus breviflorus
Mitracarpus breviflorus är en måreväxtart som beskrevs av Asa Gray. Mitracarpus breviflorus ingår i släktet Mitracarpus och familjen måreväxter. Inga underarter finns listade i Catalogue of Life.